# モノクロフィルム

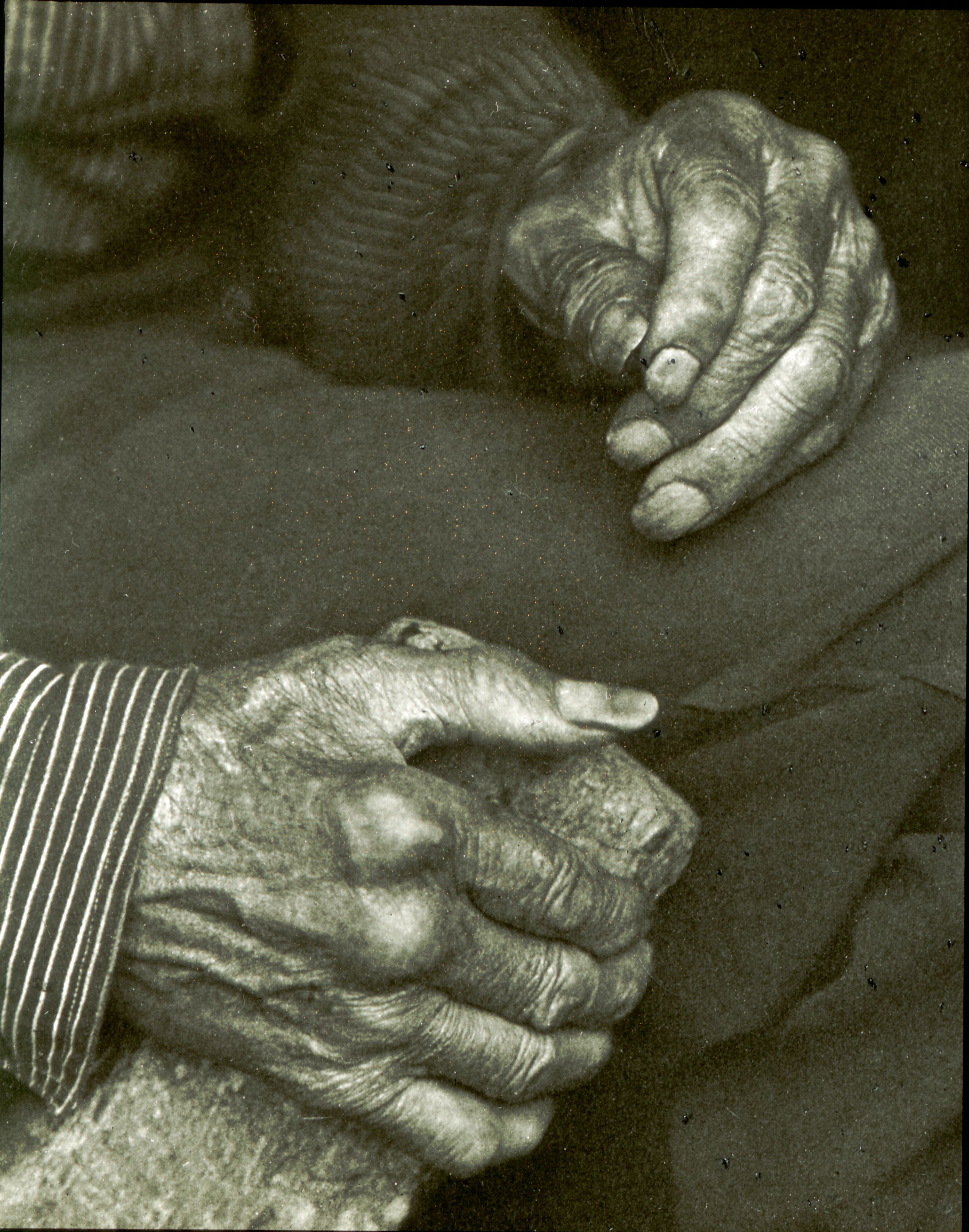
ドリス・ウルマンの『労働者の手』（1925年以前）

モノクロームフィルム（英語：Monochrome Film）は、光の強弱のみを記録する白黒写真の写真フィルムを指す和製英語で、もっぱらカラー写真のカラーフィルムに対して使われる語である。モノクロはモノクロームの略である。もともとはフランス語で「単一の色彩で描かれた絵画」である「単色画」、「単彩画」を指す美術用語で、必ずしも白黒を意味しない。白黒写真のことは、英語では black-and-white, フランス語では noir et blanc と、たんに「黒と白」を意味する語で呼ぶ（文化圏により、黒を先とするのが一般的な場合と、白を先とするのが一般的な場合がある。日本では一般的には「白黒」の順だが、英語などからの訳であることを重視する場合などは「黒白」とされることもある）。
モノクローム写真（英語: Monochrome photography）は、写真に撮られた対象物の色彩を記録するのではなく、写真に生成される画像が単一の色相をもつもののことである。黒色と白色との間の灰色の色調を生み出す白黒写真は、すべてモノクローム写真のカテゴリに属する。現行の白黒フィルムはパンクロマチックフィルムであり、可視光線のすべてを記録する。オルソクロマチックフィルムは、可視光線のうち590ナノメートル未満の波長を持つ光線を記録する。
モノクローム写真、とりわけ白黒写真は、カラー写真に比して、微妙かつ現実に対する解釈的な表現であり、リアルさに欠けるものであると考えられている。モノクローム画像（白黒画像）は、対象物を表現として直接差し出すものではなく、現実から抽象されたものであり、灰色の陰影で色彩を表象する。色彩についての情報は含まずに明度情報のみで示すことをコンピュータ用語ではグレースケールと呼ぶ。
本項でおもに扱うのは現行のパンクロマチックフィルム製品の一覧とその解説である。

## 概要
色彩に頼らずに表現するため、題材をシンプルに伝えることができる。現在でも表現手法の一つとして用いられる他、警察など業務用分野でもよく使われている。また、現像や焼き付けが比較的容易なことから、これらの処理を個人で行う愛好者も多い。1990年代後半にレトロな感覚が受け、モノクロフィルムが入った使いきりカメラ（レンズ付きフィルム）やAPSフィルム（カラー現像処理に対応したタイプ、富士フイルムより）も発売されたがすぐにブームは下火になり、現在は写真の急速なデジタル化により販売量が減りつつある。
一般にカラーフィルムと比べて保存性や粒子の細かさに優れるとされる。ネガフィルムが多数であるが、モノクロリバーサルフィルムもある。また、カラー写真のクロス現像のような独特の色あいになったりする現象が無いことから、ネガフィルムをリバーサル現像することもわりと一般的である。
カラーフィルムでは漂白の過程で銀が取り除かれるのに対して、モノクロフィルムでは銀が画像を形成する。これによってカラーフィルムでは得られない粒子感があり、これもモノクロフィルムが根強く支持される理由の一つといえる。銀粒子によるキャリエ効果があり、プリントの出来を大きく左右する。
通常のモノクロフィルムの現像や焼き付けはカラーフィルムとは違う薬品や工程が必要なため、ミニラボ機しか設備していない一般の写真店では処理することができず、リバーサルフィルムの現像と同様大半が取り次ぎ集中現像所で処理されるが、現在はモノクロ現像を行う現像所が減りつつある。このような不便を掛けず手軽にモノクロを楽しむため、カラーネガフィルムと同じ方法（現像液）で現像処理ができるモノクロフィルムもあるが、カラープリントの仕上げをした際には、完全にニュートラルなグレートーンを得るのは困難である。本来比較的簡単に処理できるはずのモノクロフィルムであるが、カラーフィルムが一般化しそれに合わせた設備のみを揃える現像所が増えたために生じた逆転現象である。
最近のデジタルラボ機であればモノクロフィルムからカラー用の印画紙へプリントをすることができる場合もある。
現在のポリエステルベースのモノクロフィルムは、環境にかかわらずほとんど劣化しない強い耐久力を持つことから、機械的故障から逃れられないデジタル写真より保存性は上であるとする主張もある。
どのような波長の光に感光するかでパンクロマチックとオルソクロマチックに大別される。写真フィルム#感色性別の項も参照されたい。

## パンクロマチックとオルソクロマチック
パンクロマチックフィルムは可視光線のすべてに対して感度を持っている一方、オルソクロマチックは青と緑に限られ、赤に対しては感度を持たない。
ハロゲン化銀単体では紫外線や青色光にしか感度をもっておらず、1873年にドイツの科学者、ヘルマン・ヴィルヘルム・フォーゲルが、色素を加えることによって感度を緑に、その後黄色・橙色までに広がることを発見するまで、写真用感材は青にしか感度を持っていなかった。赤色3号を加えることによってオルソクロマチックフィルムが、シアン誘導体のピナシアノル (ピナクローム) を加えることによってパンクロマチックフィルムが作れるようになるが、パンクロ感材の実現には、彼の死後すこし経った20世紀初頭まで待たねばならず、1906年になって写真用の感材が商業的に提供されるようになった。
しかしオルソクロマチックからパンクロマチックへの移行は以下の理由により、徐々にしか起こらなかった。
- オルソクロマチックの2 - 3倍という費用の高さ
- 赤色灯をセーフライトとして用いられたオルソクロマチックと違って暗闇で現像を行わなければならない[11]
- 黄色や赤への感度を持たせる処理が青や紫に対して以前よりも高い感度を与えてしまい、これの補正するためのレンズのせいで長い感光時間が要求された[12][9]

## 現行のパンクロマチックフィルム製品の一覧
以下すべて、日本語の「モノクロフィルム」が指すパンクロマチックフィルム（全整色性フィルム）の製品の一覧である。オルソクロマチックフィルムは含まれていない。

### コダック
白黒フィルムはプロフェッショナル向けのみ。赤外白黒フィルム、カラー現像（C-41）処理タイプも提供している。
2002年よりモノクロフィルム（T400CN・現:BW400CNを除く）を製造する新工場への移行（400TMAXは1995年より新工場に移行）や物理特性（静電気の低減や埃の付着）の改善（HIE・TPは従来のまま）により大部分のフィルムで現像時間の変更が行われ、これに合わせて新旧の判別をしやすくするため、全てのモノクロフィルムのパッケージ（外箱やパトローネ）と名称変更が行われた。ただしプラスX・トライXはその伝統的な商標を継承する意味で箱及びパトローネに「PLUS-X」「TRI-X」の記述がある。
同社の「トライX」（TRI-X・現:400TX）は、ISO感度が100のフィルムが主流の時代から50年以上の歴史を誇る国際的に知名度の高いモノクロフィルムで、報道分野や夜間、舞台撮影、星の写真などで多用されてきた。高感度フィルムの代名詞でもあったが、2002年以降正式の商品名ではなくなった。元々トライXとは（XXX）という意味で、発売当初はISO200であったが、当時のISO100のダブルX（XX）に対してXをひとつ増やし高感度を強調したネーミングである。日本においては、ISO100の富士フイルム・ネオパンSSと二分する勢力だったが、富士フイルムがトライXを凌駕する粒子密度のPRESTOを投入したことでフジ優位になった。
これらXシリーズとD-76現像液による処理が、“データ上の”もっともニュートラルなグレートーンと言われている（ただし、コダック推奨の手順で処理するとやや硬調になる）。
T-MAXは要求される粒子密度の増加（＝解像度の向上）から、非球形粒子を使用した新シリーズとして投入されたが、D-76処理をすると極度の軟調になってしまう欠陥があった。このため専用の現像液「T-MAX Developer」が発売されたが完全な解決には至らず、トライXからの完全移行の失敗（と、日本国内におけるフジ優位）の原因になった。
過去において同社のモノクロフィルムは、微粒子のパナトミックXを始め、ポートレート向きのオルソフィルムであったヴェリクローム、さらにレギュラー特性のコマーシャルなど、数多くの個性的なものが存在していた。
現在、日本国内では「プロ用商品」とされ、入手は専門店や、いわゆるプロラボのみに限られる（実際には都市部のカメラ系量販店では簡単に購入でき、また富士も同じくプロ用としているが実際には一般流通させている）。
カッコ内は旧品名
- ISO100

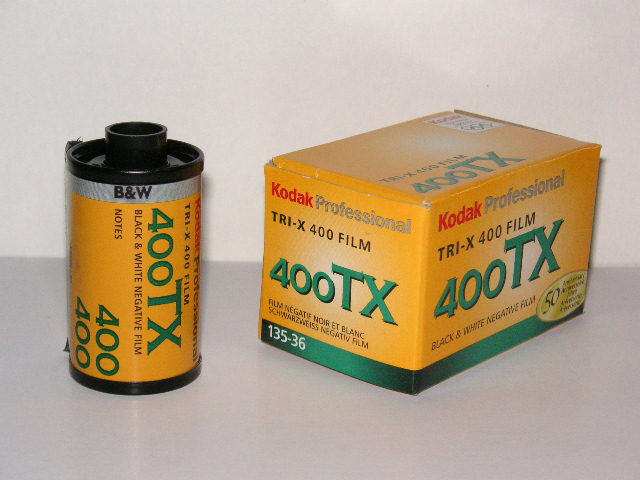
400TX（トライX）のパトローネと外箱（両方とも135）

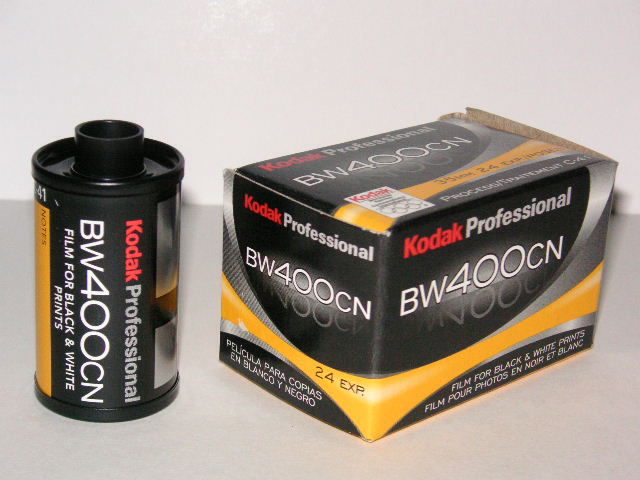
BW400CNのパトローネと外箱（両方とも135）

  - 100TMAX（T-MAX100/TMX）
- ISO125
  - 125PX（プラス-Xパン/PX・プラス-Xパン プロフェッショナル/PXP・販売終了）
- ISO320
  - 320TXP（トライ-Xパン プロフェッショナル/TXP）
中判（220サイズ）、シート（4×5in判、8×10in判）のみ
- ISO400
  - 400TMAX（T-MAX400/TMY）
  - 400TX（トライ-Xパン/TX）
  - BW400CN（T-MAXプロ T400CN）
カラー現像（C-41）処理可能タイプ
- ISO3200
  - P3200TMAX（T-MAX3200/TMZ・販売終了）
- 赤外写真用
  - HIE（ハイスピードインフラレッド・販売終了）
- 記録（複写）用
  - TP（テクニカルパン・販売終了）
コピー用途でISO100相当
複写用。コントラストが高く中間調がほとんど出ない。
専用の軟調現像液テクニドールを使用すれば超微粒子の通常コントラスト仕上げもできる。ただし、通常コントラスト仕上げにする際はISO20相当で撮影する必要がある。
水素増感により、天体撮影にもよく使われた。

### 富士フイルム
富士フイルムでは「黒白フィルム」と呼ぶ。業務用と一般（アマチュア）用は、サイズ（135、120・220、シート）で区別される。
- ネオパン

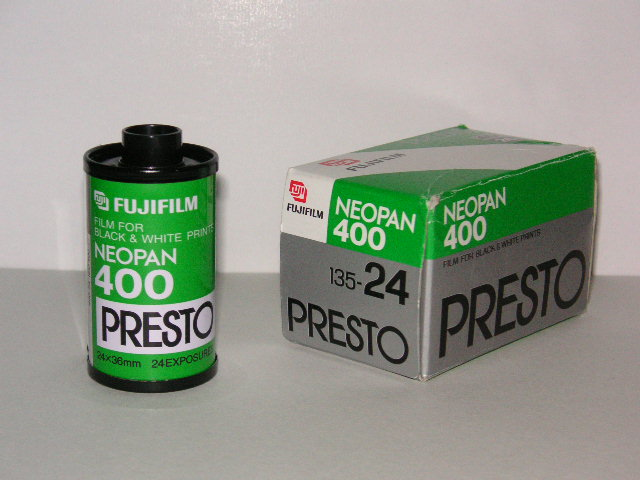
ネオパン400 PRESTO のパトローネと外箱（両方とも135）

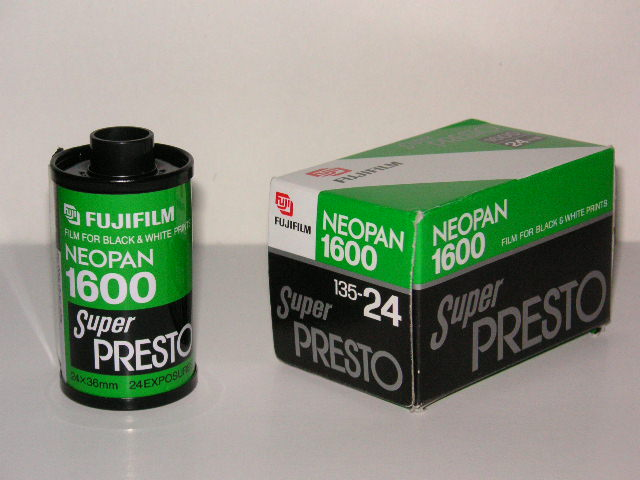
ネオパン1600 Super PRESTO のパトローネと外箱（両方とも135）
白黒フィルムのブランド名である。「パン」はパンクロマチック（全色感色性）に由来しているが、オルソ特性のフィルムもある。ISO100の「ネオパンSS」はシリーズの中で広く長く使われている。
また、ISO400の「ネオパン400 PRESTO」は、日本国内で最も入手しやすくかつ最も使われていたモノクロフィルムである。当初SS・SSS(ISO200)の純発展型としてネオパン400が投入されたが、トライXに比べ粒子が粗いことが指摘され、改良型の非球形粒子として投入されたものがPRESTOである。この粒子技術をISO100に逆応用した100 PRESTOも発売されていたが、後に現行製品のACROSに取って代わられている。PRESTOは同様の技術を採用しながらT-MAXと異なり、旧来のネオパンシリーズとほぼ同等の発色特性を示した。
標準的な仕上げでは、ニュートラルなグレートーンより軟調寄りになる。
かつてはネオパンF(ISO32)、ネオパンS（ISO50。ネオパンSSはSの倍の感度と言う意味）、ネオパンSSS(ISO200)等、充実したラインアップを持っていたが、近年の銀塩フイルム衰退と、ネオパンACROSの投入により旧式低感度フイルムの優位がなくなったことから、多くの製品が生産終了になった。
2018年4月、富士フイルムはネオパン100 ACROSと黒白印画紙の全種類の販売終了を発表し、関連商品を含むモノクロフィルム事業から一度完全撤退していたが[13]、写真愛好家や若年層のSNSユーザーから販売再開を望む声が上がった事に加えて、入手困難になった原材料の代替品開発に成功した事もあり[14][15]、2019年秋にネオパン100 ACROSIIを発売し、モノクロフィルム事業を再開することとなった[16]。

現行製品
- - ISO100
    - ネオパン100 ACROSⅡ

生産終了品
- - ISO100
    - ネオパン100 ACROS
    - ネオパンSS

  - ISO400
    - ネオパン400 PRESTO[17]

  - ISO1600
    - ネオパン1600 SuperPRESTO

  - ISO20（オルソクロマチック）
    - ネオパン ORTHO
- ミニコピーフィルムHRII
コピー用途でISO32相当
複写用。コントラストが高く中間調がほとんど出ない。
POTA現像液を使用すれば超微粒子の通常コントラスト仕上げもできる。ただし、通常コントラスト仕上げにする際はISO6相当で撮影する必要があり、また露出決定がシビアになる。

### コニカミノルタ
コニカミノルタパン（旧コニパン）はパンクロマチック特性の商品を製造していたが、コニカミノルタの写真事業の終了と共に製造中止となった。また、かつてはカラー現像（C-41）処理タイプの「モノクロームセピア調（ISO400）」も発売していた。
- ISO100
  - PAN100
- ISO400
  - PAN400
- INFRARED750
旧「さくら赤外フィルム」以来、長い歴史をもつモノクロの赤外線フィルム。

### アグフア
コダック同様、モノクロフィルムはプロフェッショナル用の扱いのみ。現在、日本では正規販売されておらず、一部の販売店が個別に輸入した品が流通している。大手欧米メーカーでは唯一、35mm写真用モノクロリバーサルフィルムをカタログに載せていた（2005年生産中止）。
- ISO100
  - Agfapan APX100
- ISO400
  - Agfapan APX400
- ISO200
  - Scala 200
パンクロマチックモノクロリバーサルフィルム。

- 以下は2013年2月現在、株式会社パワーショベルより日本国内向けにAGFA PHOTOブランドで販売されているフィルムである。なお、フィルムの製造はドイツにてAGFAブランドで製品を展開しているLupus Imaging & Media社である。詳しくはパワーショベルのAGFAフィルム製品ページを参照。http://www.superheadz.com/agfa/
- APXシリーズ
  - 35mmサイズでISO100、ISO400のみ。両方とも36枚撮りのみで希望小売価格は630円である。

なおAPXシリーズは現在、ほかのAGFAブランドのフィルム同様、トイカメラ向きに販売されている。

### イルフォード
イルフォードは英国のメーカー（現社名はHarman Technology、ILFORD Photoブランドを継承）。事実上モノクロ写真材料専業（同ブランドのカラーネガフィルムも少数流通するがOEM品）。
日本ではこれまで中外写真薬品が総代理店として取り扱っていたが、2008年4月よりサイバーグラフィックスが国内総代理店に変わる。また35mm長巻き（30.5m）や4"x5"など一部のフィルムにラインナップが追加された。
- ISO50
  - PAN F プラス
- ISO100
  - DELTA100 プロフェッショナル
  - Pan100
- ISO125
  - FP4 プラス
- ISO200
  - SFX200
740nmまでの赤外感光性（Max720nm）を併せ持ち濃赤フィルター使用で擬似赤外効果が得られる
- ISO400
  - HP5 プラス
  - DELTA400 プロフェッショナル
  - Pan400
  - XP2 Super
カラーネガフィルム現像（C-41）処理可能タイプ
- ISO3200
  - DELTA3200 プロフェッショナル

### フォマ
フォマ・ボヘミア（チェコ）は白黒感光材料を主体に生産を続けている。フォマはその商標である。
- ISO100
  - fomapan 100
- ISO200
  - fomapan 200
- ISO400
  - fomapan 400
- ISO100
  - FOMAPAN R100 （白黒リバーサル）

### フォトケミカ
フォトケミカ（Fotokemika, クロアチア）は白黒感光材料を主体に生産を行っていた。127サイズの白黒や赤外線フィルムも製造していたが、2013年8月に印画紙の乳剤塗布設備が老朽化により修理不能となり、それに伴って印画紙とフィルムの生産を終了した。
- ISO25
  - efke KB 25
- ISO50
  - efke KB 50
- ISO100
  - efke KB 100
  - efke IR 820 （赤外線フィルム）
  - efke IR 820 AURA （赤外線フィルム）

### マコ
マコ（ドイツ）は白黒感光材料を主体に現在は有名カメラの「ローライ」ブランドの名前を付け生産を続けている。127サイズの白黒や赤外線フィルムなど個性的なフィルムも製造している。
- ISO25
  - Rollei PAN 25
  - Rollei ORTHO 25
  - Rollei ATO 2.1 Supergraphic
- ISO32
  - Rollei Advanced Technical Pan 1.1
- ISO80
  - Rollei RETRO 80S
- ISO100
  - Rollei Retro 100
  - Rollei Retro 100 TONAL
- ISO200
  - Rollei Superpan 200
- ISO400
  - Rollei RETRO R3
  - Rollei RETRO 400
  - Rollei RETRO 400S
  - Rollei INFRARED （赤外線フィルム）